# Ştefan Saghin
Ştefan Saghin (* 16. Dezember 1860 in Mitocu Dragomirnei (heute Kreis Suceava, Rumänien); † 4. April 1920 in Bukarest) war ein rumänischer orthodoxer Priester und Hochschullehrer in Czernowitz.

## Leben

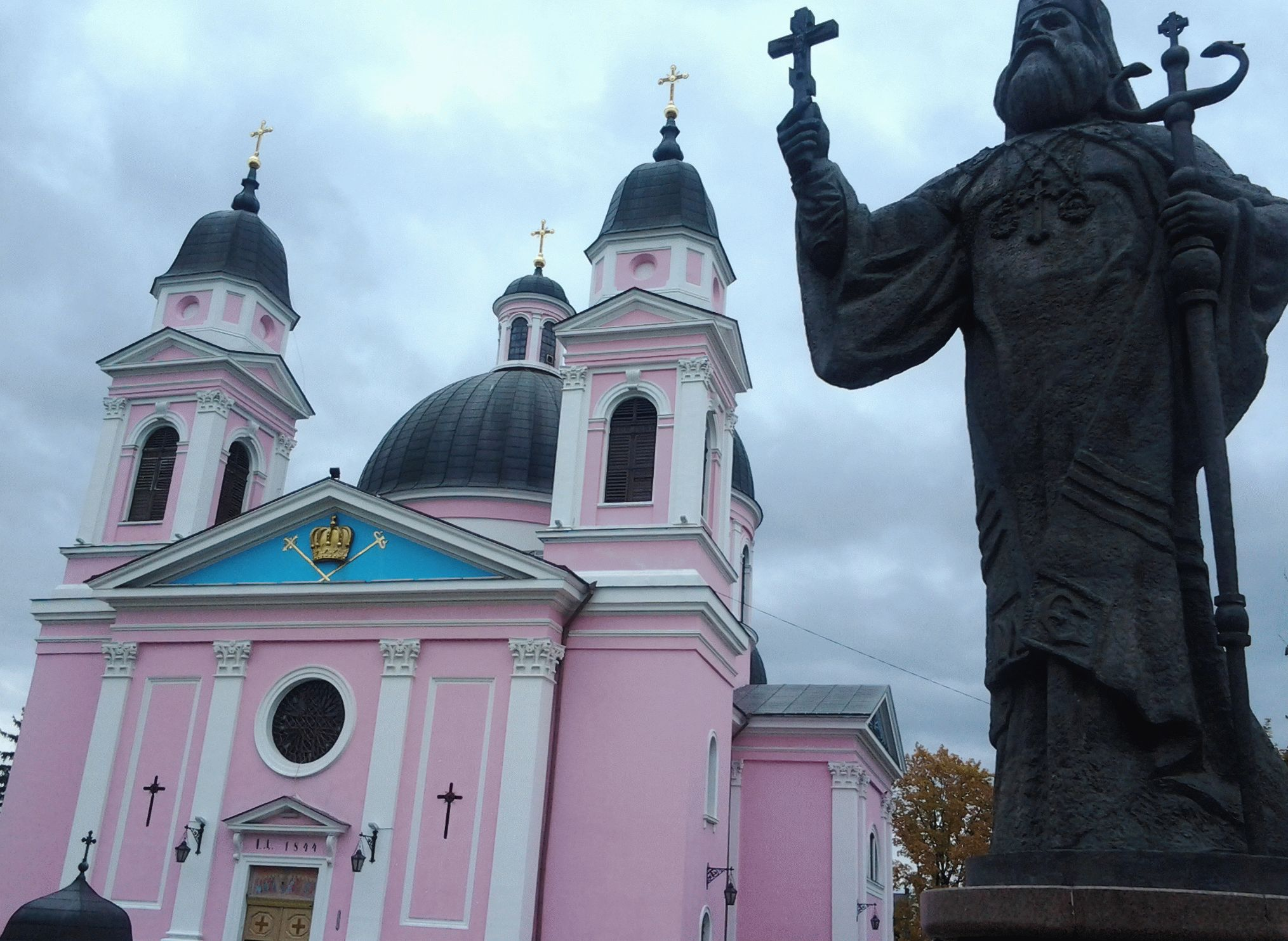
Heilig-Geist-Kathedrale

Saghin studierte von 1880 bis 1884 an der Franz-Josephs-Universität Czernowitz und wurde 1889 zum Dr. theol. promoviert. Ab 1891 war er Kathedralprediger an der Heilig-Geist-Kathedrale in Czernowitz. Die Theologische Fakultät und das k.k. Kultusministerium begrüßten seine Bewerbung und wiesen externe Wege zur nötigen Habilitation in Czernowitz. Zur Ausbildung in Spezieller Dogmatik war Saghin in Breslau und Athen. Für das Fach erhielt er im November 1897 die Lehrbefugnis. 1900 wurde er a.o. Professor beim Lehrstuhl für Dogmatische Theologie der Griechisch-orientalischen Theologischen Fakultät (1900–1920). Von 1907 bis 1919 war er Supplent beim Lehrstuhl für Fundamentale Theologie. 1897/98 und 1898/99 war er Dekan des Professorenkollegiums der Theologischen Fakultät., 1911/12 Rektor der Franz-Josephs-Universität. 1897 wurde er zum Priester geweiht, 1911 zum Erzpriester-Staurophor ernannt. Schon vor dem Anschluss der Bukowina an Großrumänien wurde Saghin im Oktober 1918 in die Abgeordnetenkammer gewählt. Im April 1919 wurde er Staatssekretär in der Verwaltung der Bukowina.
Die Theologische Fakultät der Universität Athen verlieh ihm die Ehrendoktorwürde. Zwei Monografien zur Dogmatik brachten die Systematische Theologie voran. Seine Inaugurationsrede am 2. Dezember 1911 befasste sich mit dogmatisch-apologetischen Zeitfragen.